# Prosopocoilus motschulskyi
Prosopocoilus motschulskyi es una especie de coleóptero de la familia Lucanidae. Presenta las subespecies Prosopocoilus motschulskyi motschulskyi y Prosopocoilus motschulskyi pseudodissimilis.

## Distribución geográfica
Habita en Taiwán.